# Powerage
A Powerage az ausztrál AC/DC együttes ötödik albuma, amely 1978 májusában jelent meg. Ezen az albumon játszott először az új basszusgitáros, az angol Cliff Williams. A Bon Scott énekessel készült AC/DC-lemezek közül a Powerage album volt az utolsó, amelynek a Vanda/Young páros volt a producere.

## Történet
A dalok nagy részét már 1977 júliusában, a Let There Be Rock album rögzítésének idején megírták és feldemózták. A tényleges stúdiómunka 1978 januárjában kezdődött, de Cliff Williams a hónap végéig nem kapott beutazási és munkavállalási vízumot Ausztráliába. A felvételek így közel nyolc hétig tartottak Sydney-ben, az Albert Studiosban.
A Powerage LP Angliában, Franciaországban és Németországban megjelent legelső kiadásán még nem szerepelt a "Rock 'n' Roll Damnation" szám. A dalt az Atlantic Records amerikai részlege préselte ki az együttesből az utolsó utáni pillanatban, hogy legyen a kezükben egy kevésbé agresszív, kislemezre való szám, az album promotálásához. A teljes nagylemezt is újrakeverték, mert túl nyersnek találták az első változatot, ami Angliában és Európában akkor már megjelent. A nagylemez következő szériája és a későbbi CD-s újrakiadások már ez alapján készültek.
A "Rock 'n' Roll Damnation" volt az első AC/DC-kislemez, amely Angliában bekerült a Top 40-be (a 24. helyen), az album pedig Amerikában a 133. helyig jutva felkerült a Billboard 200-as lemezeladási listájára, először a zenekar történetében.

## Az album dalai
1. "Rock 'n' Roll Damnation" – 3:37
2. "Down Payment Blues" – 6:04
3. "Gimme a Bullet" – 3:21
4. "Riff Raff" – 5:13
5. "Sin City" – 4:45
6. "What's Next to the Moon" – 3:32
7. "Gone Shootin'" – 5:06
8. "Up to My Neck in You" – 4:13
9. "Kicked in the Teeth" – 3:54

## Európai kiadás
A nemzetközi kiadástól az Európában forgalmazott LP jelentősen eltért. A dalok egy részét a többi kiadáshoz később újrakeverték és ennek köszönhetően hol hosszabbak, hol rövidebbek lettek az eredeti verzióknál. A "Cold Hearted Man" című dal pedig egyedül ezen az európai kiadáson hallható.

### Az album dalai

#### Első oldal
1. "Rock 'n' Roll Damnation" – 3:05
2. "Gimme a Bullet" – 3:00
3. "Down Payment Blues" – 5:50
4. "Gone Shootin'" – 4:19
5. "Riff Raff" – 5:13

#### Második oldal
1. "Sin City" – 4:47
2. "Up to My Neck in You" – 4:58
3. "What's Next to the Moon" – 3:15
4. "Cold Hearted Man" – 3:34
5. "Kicked in the Teeth" – 3:45

## Közreműködők
- Bon Scott – ének
- Angus Young – szólógitár
- Malcolm Young – ritmusgitár
- Cliff Williams – basszusgitár
- Phil Rudd – dob